# キャンピングカー

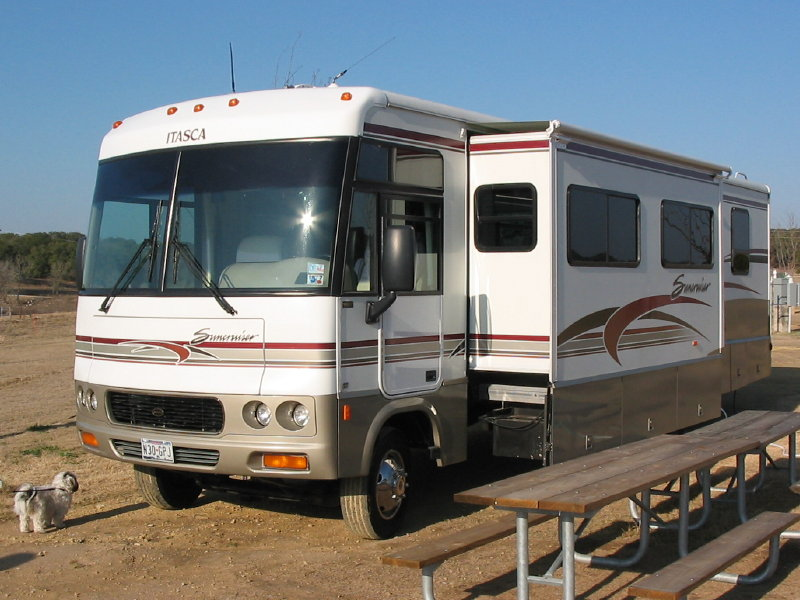
キャンピングカー
（RV / モーターホーム）

キャンピングカー（和製英語：Camping car 英語：Recreational vehicle, RV）は、一般的には、寝泊りできる設備を備えた自動車の日本での呼称である。

## 呼称
広義では米国のRecreational vehicle(RV)、狭義では同様に米国での大型自走式「Motorhome（モーターホーム）」と同義。また欧州ではドイツ語で牽引タイプをWohnwagenやキャラバン、自走式をWohnmobilと呼んでいる。オーストラリアではCamperと呼ぶことが多い。これらを日本ではすべてキャンピングカーと呼ぶ。フランス語ではCamping-carは自走式のキャンピングカーを指す。

## 各国における利用と規格

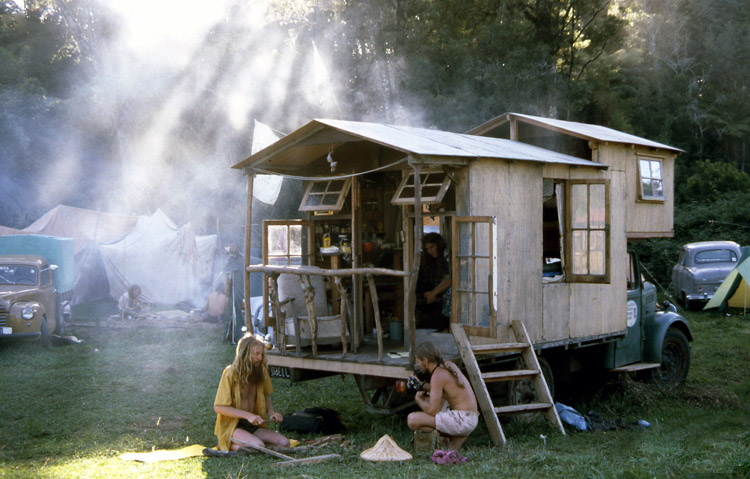
1981年、ニュージーランドのNambassa（ヒッピーの祭典）で目撃されたキャンピングカー

### 米国
アメリカ合衆国では、古くから整備されたキャンプ場において、トレーラーハウスやキャンピングカーに宿泊して休暇を過ごす「デスティネーション・キャンピング」と呼ばれるレジャーの形態が発達してきた。
米国においては、トレーラーハウスの設備や設置方法等について、ANSI（アメリカ規格協会）規格によって規定されている。

### 日本
日本では、キャンピングカーについて基本的に道路運送車両法に定める自動車として登録すれば運行が認められる。

#### 特種用途自動車の一種としてのキャンピングカー

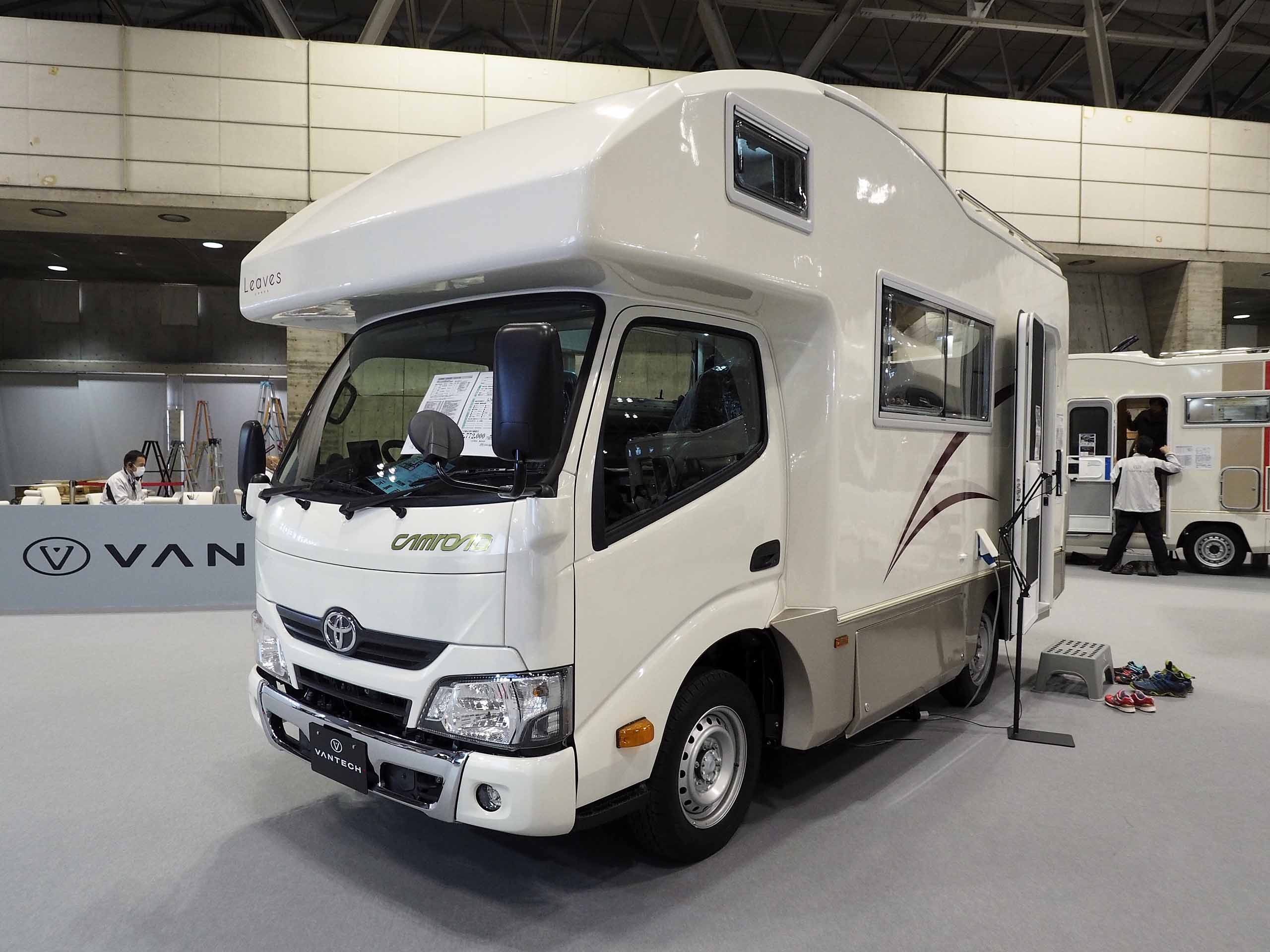
キャンピングカー
（トヨタ・カムロードキャブコンタイプ）

日本の道路運送車両法においては、特種自動車の使用目的3-4の「キャンプまたは宣伝活動を行うための特種な設備を有する自動車」（ここではキャンピング車と定義される）に該当すれば特種用途自動車に区分され、いわゆる8ナンバー登録が可能である。「特種な設備」が必要かどうかは、使用者の判断による。
日本では、公道走行可能な車両の区分の一つの分類として道路運送車両法において、特種用途自動車という分類中に「キャンピングカー」という車両区分が定められている。あるカテゴリーの車両が、税金など法令上の諸条件の取り扱いを他のカテゴリーと区分して取り扱えるようになっているためのものである。
キャンピングカーが特種用途自動車の一種類として定められたのは、「所有者が日常的に頻繁に使うものではなく常用の車両を別途所有して納税している者がさらに追加で所有する車両である」といった認識から、日常的利用の乗用車や商用車とは税体系が異なる車両とされる免税措置的観点からであった。ところが、1980年代のRV（現代のSUV/ミニバン/ステーションワゴン相当）の流行時に、日常的利用の車両でも「キャンピングカー」として登録できることが一般に知れ渡り、これがRVの販売促進につながったことから、実質的には「特種用途自動車のキャンピングカー」に該当しない車両までもがこれを取得する状況が増加した。多くは単に税負担軽減目的での取得だった。このため、改正された法令が2003年に施行され、より厳密な構造要件が制定され、また排気量別の税体系に変更されたことにより税軽減のメリットは無くなっており、先の状況は解消されている。
- 構造要件
  - 道路運送車両法では、車両の「構造要件」が決められている。「特種用途自動車のキャンピングカー」にも特有の構造要件が定められている。
  - 寝台が必要である。乗車定員の3分の1以上の人数分の平坦な寝台の面積が必要である。走行中に寝台を使用してはいけない。よって寝台自動車として利用してはいけない。ただ、可動式であっても良く、通常は座席の状態となっているものが多い。
  - 調理設備が必要である。最低でも「湯が沸かせること」が必要。流し台や、調理スペースと、調理をする人間がそこに立つことのできる空間（室内高160cm以上）が必要である。この点は先の構造要件改正時に厳密に再規定され具体的な寸法が要求されている。熱源（電気かガス）と水道設備（清水（=ホワイトタンク）と汚水（=グレータンク）の貯蔵設備と、その供給設備）が必要である。なお室内高についての基準は令和５年に緩和された。
- 権利義務
  - 取得した区分に応じて、車両それぞれには法的な権利と義務が生じる。これは各区分に対して生じるものであるため、先のとおり寝泊りするためのキャンピングカー（実質上のキャンピングカー）は、それぞれが取得している車両区分によって法的権利と義務をもつものとなる。その車両が「特種用途自動車のキャンピングカー」であればそれに応じたものとなり、そうでなければ、それ相応の区分のものとなる。
  - 「特種用途自動車のキャンピングカー」を取得しいわゆる8ナンバーを取得している車両であるのに、上記構造要件が揃っていない場合、つまり、取得時は構造要件がそろっていたにもかかわらず、ある時点で、寝台が使えないまたは湯沸しが出来ないなどの状態となっているのであれば、違法として摘発される可能性がある。全長、全幅、全高、車両総重量が改造申請取得後に大きく変更されている車両は、構造変更検査を受ける必要がある。軽微な変更の場合は記載変更を受ける必要がある。
  - また同様に、損害保険会社との契約上では、8ナンバーの車両が8ナンバー構造要件を満たしていない状態で事故を起こした場合は、申請時の内容と異なる条件であるため、同様に8ナンバーにかかわらず自動車保険金の支払に問題が生じることが考えられる。

#### 「特種用途自動車のキャンピングカー」でないキャンピングカー
「特種用途自動車のキャンピングカー」でないキャンピングカーの場合は（たとえば1ナンバー、3ナンバー、4ナンバー、5ナンバーなどであれば）道路運送車両法上、上記「特種用途自動車のキャンピングカー」の構造要件の義務を負うことはなく、装備の有無は公道走行の可否に関連しない。
軽自動車のキャンピング仕様の完成車の販売も増加し、8ナンバーを取得せず、税や取得要件など軽自動車のメリットを生かしながら、ユーザーにキャンプ利用や長期旅を提供するような車両が、キャンピングカーメーカーから合法的に販売されている。
同様に8ナンバーでの自動車税の恩恵が小さくなるように変更されたので、自身でキャンプを楽しむ、旅を楽しむ車両仕様とした際にも、その他の区分（1, 3, 4, 5ナンバー）での登録も増加している。このようなキャンピングカー車両が、法令上適法であるかどうかは「特種用途自動車のキャンピングカー」の構造要件ではなく、取得している区分の構造要件との比較となる。

## 架装形態による分類

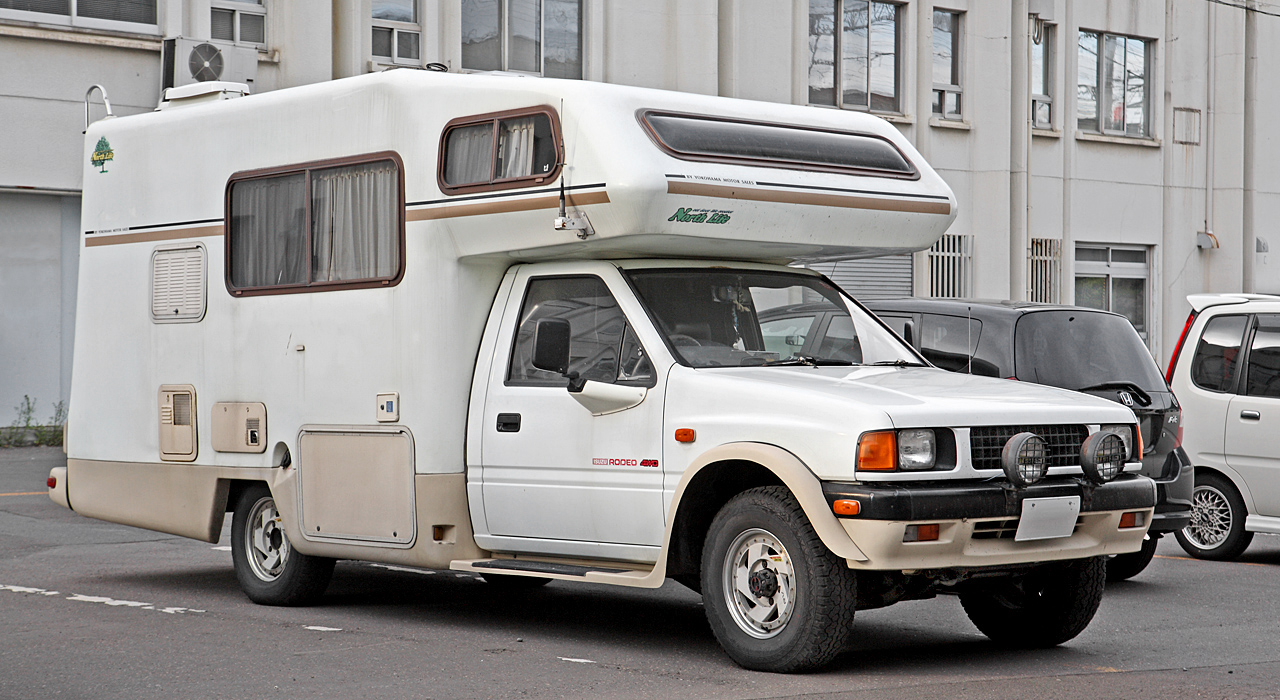
キャンピングカー
（いすゞ・ロデオキャブコンタイプ）

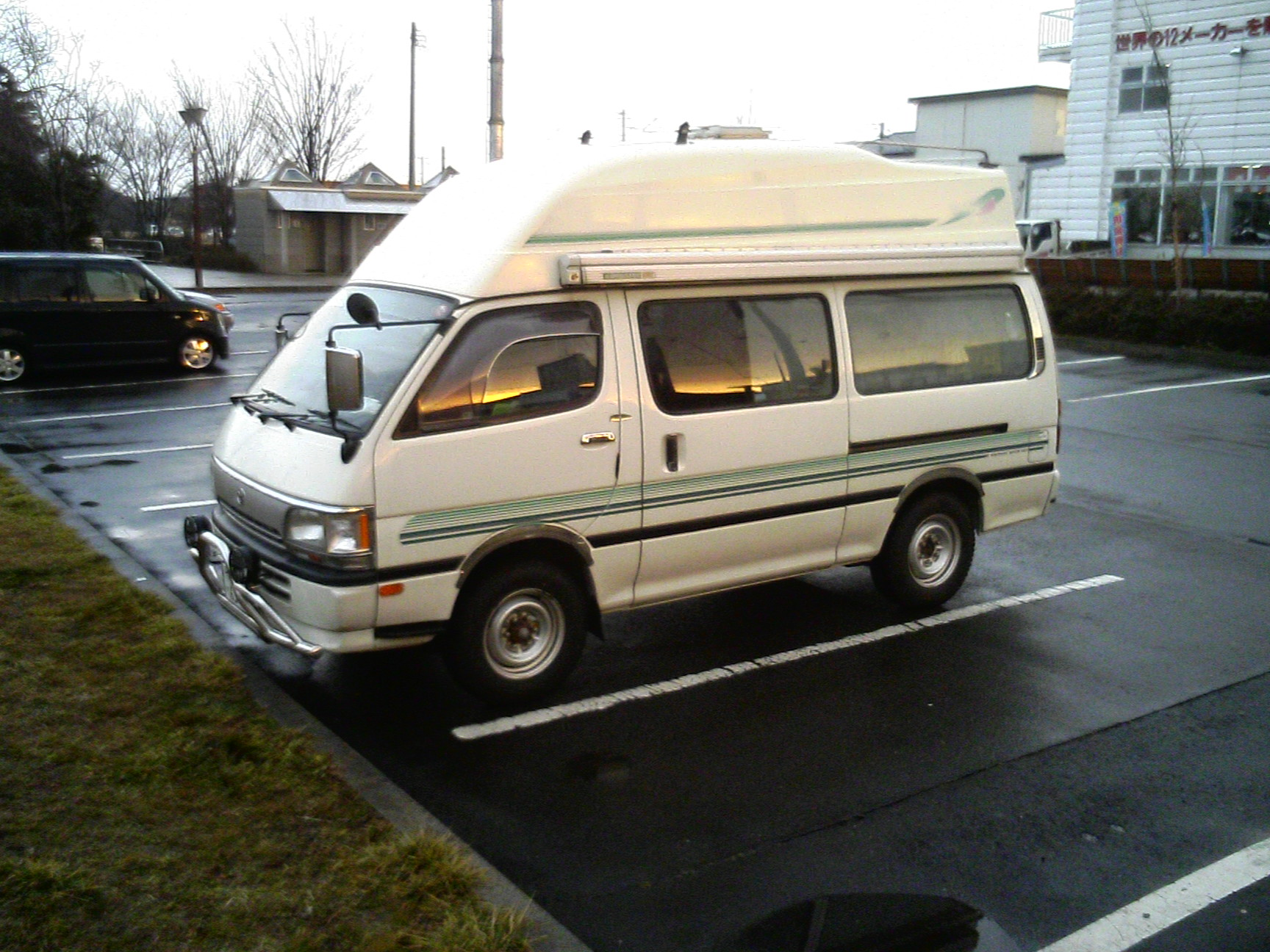
キャンピングカー
（トヨタ・ハイエースバンコンタイプ）

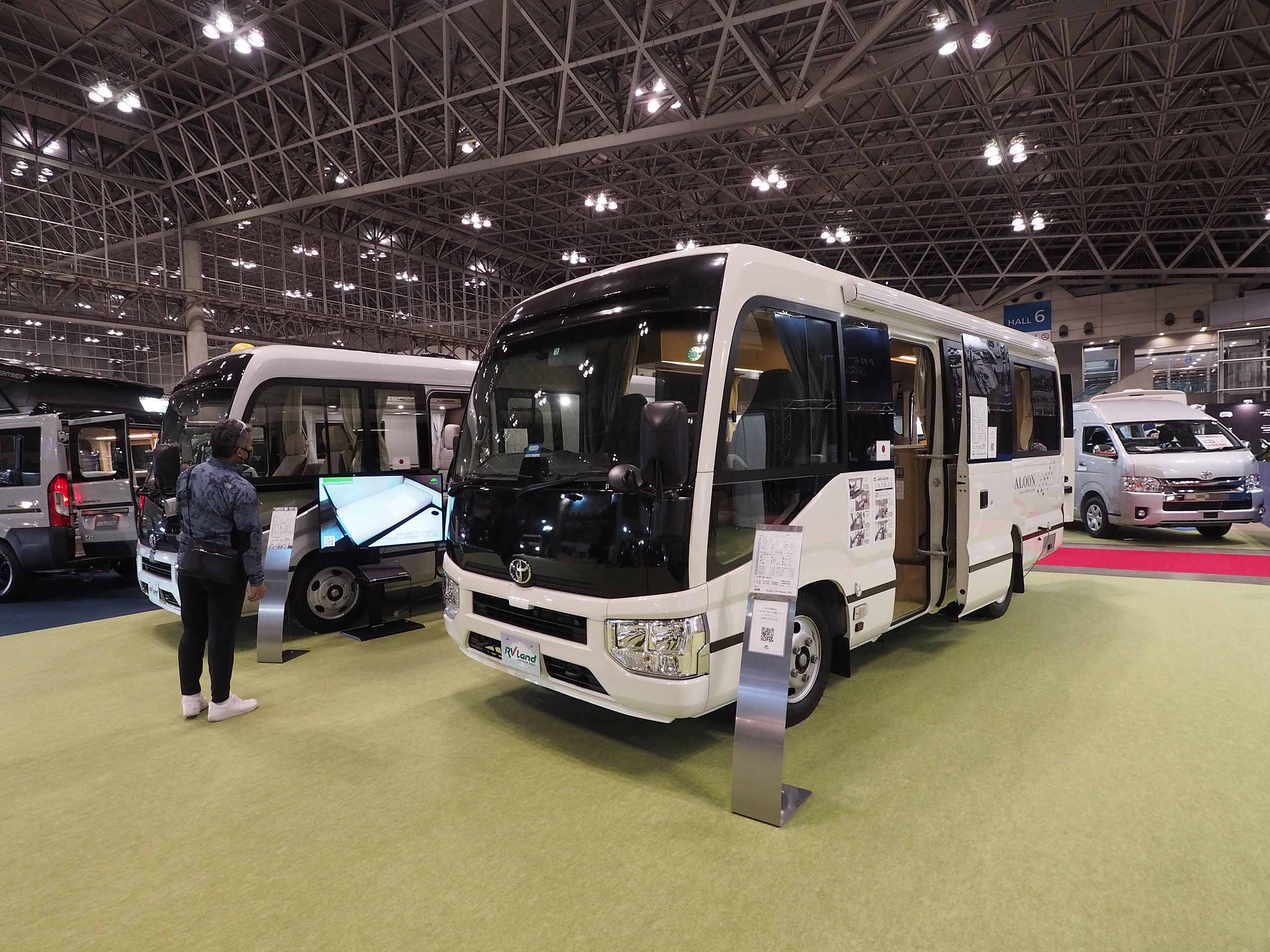
キャンピングカー
（トヨタ・コースターバスコンタイプ）

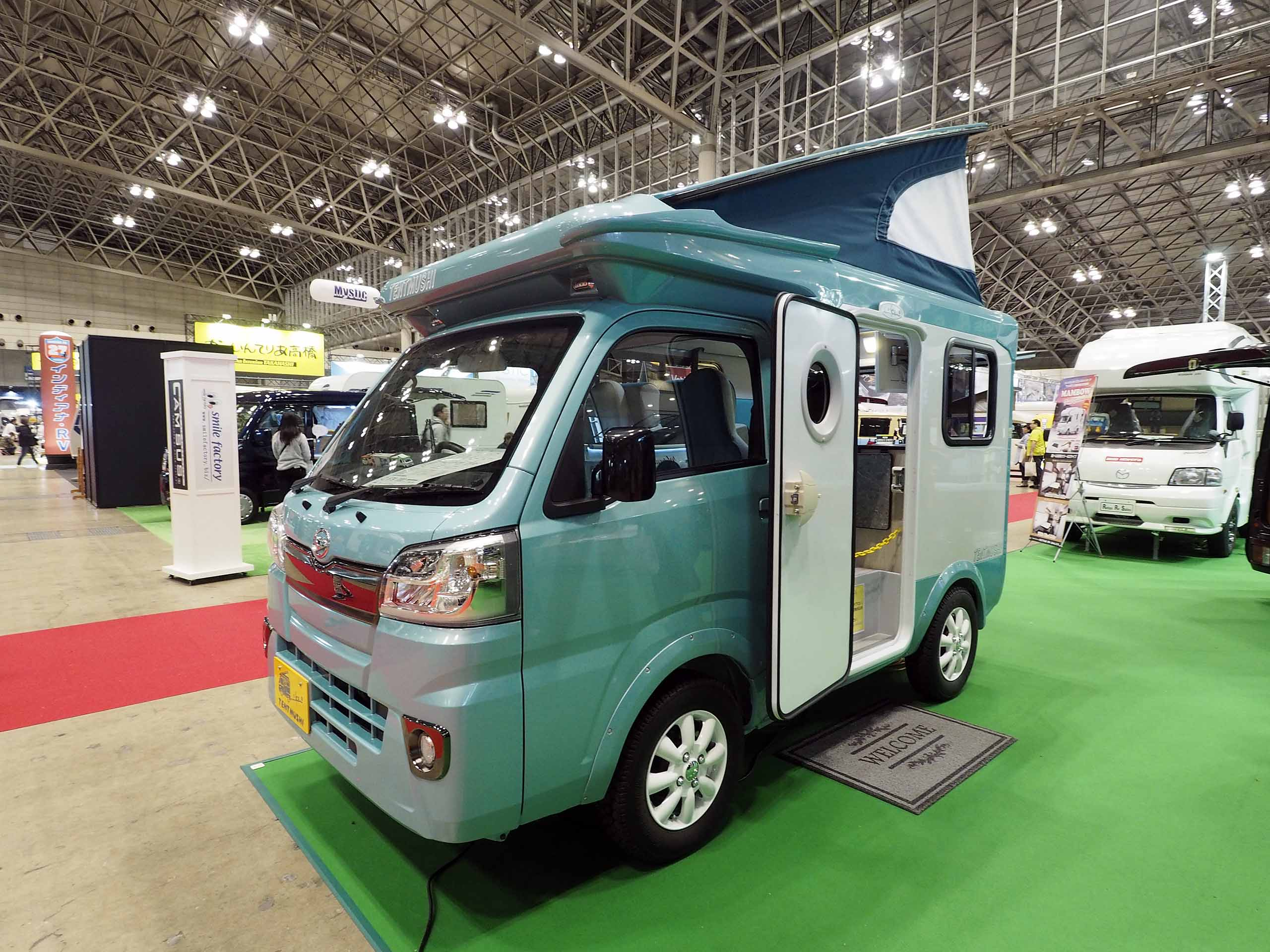
キャンピングカー
（ダイハツ・ハイゼット軽キャブコンタイプ）

以下は架装形態での区分の一例である。専門誌では「コンバージョン」の“バージョン”を削って「フルコン」「バンコン」と呼ばれることもある。
フルコンバージョン
専用のシャーシに架装したもの。フルコンなどと呼ばれる場合があるが、シャーシを含めて自製されており、他社の完成車を改装したものではないため、正確にはコンバージョンでは無い。米国ではRVと呼ばれ、クラスAに相当する。ドイツではVollintegriertes Wohnmobil相当。全長は7メートルを超えるものもある。
キャブコンバージョン
キャブ付きのシャーシに架装したもの。一般的にはトラックを改造したものが多い。昨今はワンボックス車のBピラーより後ろをボディカットして作られるものも多い。通称キャブコン。米国のクラスC相当。ドイツでは架装によりバンクのあるAlkovenやバンクのないTeilintegriertes Wohnmobilに相当。
日本では、トヨタ・カムロード（ダイナ / トヨエースベース）や、いすゞ・びーかむ（エルフベース）のように、キャブコンのベースフレームに市販車とは別の車名を与えているものもある。
車両総重量が大きいため、この型の一部（2t車ベースなど）は準中型自動車に分類される。日本で2017年3月以降に普通自動車免許を取得した場合、運転できない。
バンコンバージョン
キャンパーバンともよばれる、ワンボックス車などの内装、屋根等を加工して架装したもの。乗車定員が10名以下で普通免許で運転できるものが多い。一般的にバンコンと呼ばれる。米国ではクラスB相当。ドイツではKastenwagen。
バスコンバージョン
マイクロバスなどのバスに架装したもの。バスコン。窓が大きいため断熱性が低いと言われる。ドイツではWohnbusse。
ほとんど普通自動車に分類されるが車両総重量が大きいものが一部存在し、このような車両は準中型自動車に分類される。
軽自動車キャンピングカー
軽自動車をベースにしたキャンピングカー。2006年の「テントむし」発売を契機に、2012年頃からのキャンピングカーブームや団塊の世代の余暇で注目を浴びている。ベース車両の価格の低さ、低維持費、取り回し易さ、駐車場を選ばない、夫婦2人での使用が可能など、日本での使用スタイルにマッチしていることが人気の理由。このジャンルの中でもフルコンバージョン、キャブコンバージョン、バンコンバージョン、軽トラック用トラックキャンパーに分かれる。なお、軽登録のトラベルトレーラーも日本国産で少数ながら存在する。

## 設備
設備や装備品は、ボートの呼び名に倣い、キッチンをギャレー、リビングをダイネット（ダイニング）ということもある。
搭載される設備には、以下のようなものがある。
トイレ
個室がある場合とない場合があり、個室の場合もスペース効率の関係で、トイレとシャワー室を兼ねたものが多い。簡易水洗機能と汚物をためるブラックタンクを備えたもので、ポータブルタイプと据付タイプがある。また単に容器にビニールシートを敷いて使用後に凝固剤や芳香剤、おがくずなどを加えて使い捨てするタイプもある。汚物の処理は煩雑であるが、トイレが無い場所でのキャンプなどでは重宝される設備である。
シャワー
専用のシャワールームが無く、冷水もしくは温水のシャワーをトイレと同じ個室に備える場合が多い。また、ギャレーからホースを車外に伸ばし、車外で利用できるタイプも多い。ただし、シャワーは使用水量が多く、大きな清水タンクが必要になる。温水シャワーにはガス燃焼式や電気式、もしくはエンジン冷却水と熱交換式のボイラーと温水タンクが必要となるためこれを取り付けないユーザーも多い。
シャワールーム
大型車両に装備される洗面台とトイレ、シャワールームを1つにまとめた設備。
冷暖房設備
エンジン付きの車両は、走行中はエンジン冷却水による暖房およびエンジンにより稼働するエアコンによる冷房が主流である。走行用エンジンを停止した場合、もしくはエンジンを持たないトレーラーでは、暖房は灯油やガソリンを燃焼させ室内の空気を汚染しないFFヒーターが主流である。冷房については発電機、もしくはキャンプサイトからの商用電源を利用してルームエアコンを稼動するものもある。最近では大型バッテリーとインバーターによりルームエアコンの数時間の使用を可能にするものが増えている。暖房はFF式が一般的で、発電機やバッテリーでファンを回す強制循環方式と、電気を使用しない自然対流方式がある。
ギャレー（シンク）
一般的な四角いものから、2つ付いているもの、半球型もある。通常清水タンクから電動ポンプで給水できるようになっており、排水は専用のタンクに貯められる。コンパクトな車種に装備する場合、座席下に引き出し式としたり、引き出して車外で使用できるものも存在する。特種用途自動車（8ナンバー）にする際、構造要件における必須装備のひとつであるが、2003年以降は、これ以外の必須要件も満たさないと、8ナンバー取得は不可である。
コンロ
世界的にはLPGのボンベを用いたものが一般的であるが、日本では法規によるLPG機器の取扱いの厳格化により減少している。現在は広く流通している使い捨て式のカセットガスを複数セットできる構造のものや、一般向けのカセットガス式コンロが用いられる。コンロは特種用途自動車（8ナンバー）にする際、構造要件における必須装備である。
冷蔵庫
ガスとバッテリー、AC100Vの3通りの動力源があるもの（吸収式冷蔵庫）を一般に3-way冷蔵庫と呼ぶ。電気またはガスでタンクに封入してあるアンモニアを熱し、それが気化する際の温度低下（気化熱）を利用し庫内を冷やす。気化後のアンモニアは冷えることによって液化しタンク内に戻る。構造が複雑で車体にガス燃焼のための吸気口および排気口が必要となるため、最近は家庭用と同じコンプレッサー式の冷蔵庫が主流となっているが、吸収式冷蔵庫はほぼ無音で動作するという利点がある。
ダイニングテーブル
ベッドを格納して、ダイニングルームとする場合が多いが、大型車両では専用のスペースとテーブルを持つものもある。
テレビ、ビデオ、DVDプレーヤー
山間部や走行中等で電波状態が悪い場合もあるため、ビデオも搭載される場合が多い。かつてはブラウン管式テレビデオが主流であったが、最近は薄型テレビやDVDプレーヤーが主流となっている。
充電システム
エンジンルームの物とは別にサブバッテリーを備えているものが多く（エンジン始動用のバッテリーと兼用にすると、キャンプを楽しんでいざ撤収・帰宅という場合にバッテリーあがりでエンジン始動不能の憂き目に遭う）、エンジンがかかっている時の自車オルタネーター、発電機、外部電源（ランド、陸電）などからの入力を切り替えるスイッチと、複数のバッテリー（サブバッテリー）への充電を制御するアイソレーターを持つものが多い。太陽電池パネルや風力発電装置を備えたものもある。なお、自動車はエンジンがかかっていても、アイドリング状態ではオルタネーターからの発電量は少ないので注意が必要である。
発電機
大電力が必要なクーラーや電子レンジは、バッテリーでの駆動は大きなバッテリーであっても短時間に限られる。キャンプサイト等で外部AC電源が確保されている場合は問題ないが、外部電源をとれない場所でのキャンプは発電機を使う場合が多い。小型発電機を荷物室に積んでおいて、使用時に外に出して稼働させるケースが一般的であるが、小型発電機室を設け、そのまま発電可能な車種もある。最近は騒音などの問題から発電機の使用が制限されている場合が多い。ソーラーパネルによって充電が可能なものも増えている。
サイドオーニング
車体に取り付けられている、太陽光や雨を避けるタープで、手動もしくは電動で展開/巻き取りする。オーニングを支持する折りたたみ式の脚があり、地面もしくは車体に固定して使用する。
サイクルキャリア
自転車を積む設備。
ジャッキ
機械式、油圧式、電動油圧式があり、傾斜した土地に停車する場合に、居住空間を水平を保つために使われる。この用途のものは「レベラー」/「オートレベラー」とも呼ばれる。また、停車中に風や人の移動で必要以上に傾いたり、車体が揺れたりしないよう、サスペンションのばねを無効化する役割も担う。大型の車体の場合、車体側面を押し出すことで室内空間を拡張したり、天井部分を持ち上げることで2階建て空間を作り出すような使い方もされることがある。

## 類似車両

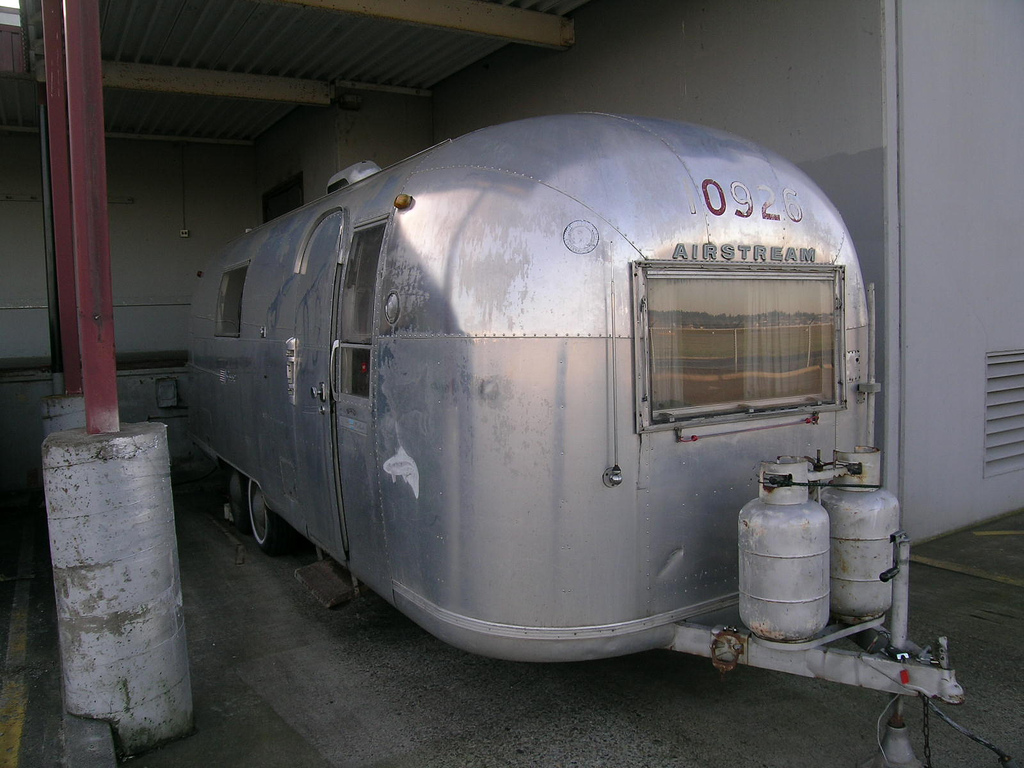
1966 Airstream Overlander International

トラベルトレーラー
トレーラーの名の通り被牽引タイプ。欧州、米国では従来このタイプが一般的であり、欧州では大衆車などの車体や排気量の小さい乗用車での牽引も見られる。日本でも欧州や米国からの輸入が多い。日本でもそこそこ普及しているが、車体重量によってはけん引免許や車検が必要になることから需要は限られており、製作する日本の業者は少ない。欧州ではキャラバン（英：Caravan、このほか、ドイツ語で  Wohnwagen、フランス語で Caravene、イタリア語で Roulotteなど）と呼ばれる。日本ではキャンピングトレーラーと言う呼び方が一般的である。
トラックキャンパー（Truck camper）
ピックアップトラックの荷台やファストバックスタイルの乗用車のバックドアを外して荷室に載せるタイプのもので、キャンピングシェルやキャンパーシェルともいう。車体と分離できるシェルは「積み荷」扱いとなるため、登録や車検の際も降ろした状態で行えば構造変更の必要はない。このため、寝泊りは可能だがキャンピングカー（8ナンバー）にはならない。大型のものには自立するための専用の脚を持つものも多い。荷台部分の寸法に制約されるため、他の架装形態車より内部スペースや設備が少ないが、大型で十分なサイズと設備を持つものもある。
プレジャーボート (Pleasure craft) などと同様、インフラや法律上の扱いが国によって異なるために、日本国外と日本国内を直接比較することは出来ない。

## キャンピングカーの活用
2020年、新型コロナウイルス感染症（COVID-19）が拡大したアメリカ合衆国・カリフォルニア州では、ビーチに感染者隔離用のキャンピングカーが停められた。
コロナ禍で、キャンピングカーの販売が好調になった。
日本RV協会は能登半島地震 (2024年)でキャンピングカーを貸した
。